# Ajax eVenture Zlín
L'Ajax eVenture Zlín è stata una squadra ceca di calcio a 5, fondata nel 1973 e sciolta nel 2006 con sede a Zlín.

## Palmarès
- Campionato ceco: 1

1993